# María del Carmen Carrasco
María del Carmen Carrasco y Llorente là một phụ nữ Guatemala, vợ của người đứng đầu Chính phủ Enrique Peralta Azurdia. Bà từng là Đệ nhất phu nhân Guatemala trong nhiệm kỳ của chồng bà, được biết đến là một trong những người vợ đầu tiên của tổng thống đã nhận được tiền trợ cấp đặc biệt sau cái chết của chồng bà.